# (265594) Keletiágnes
(265594) Keletiágnes, désignation internationale (265594) Keletiagnes, est un astéroïde de la ceinture principale.

## Description
(265594) Keletiagnes est un astéroïde de la ceinture principale. Il fut découvert le 5 septembre 2005 à Piszkesteto par Krisztián Sárneczky. Il présente une orbite caractérisée par un demi-grand axe de 2,38 UA, une excentricité de 0,17 et une inclinaison de 2,7° par rapport à l'écliptique.

## Compléments